# De Vliegende Hollander (1957)
De Vliegende Hollander is een Nederlandse biografische film uit 1957 over het leven van Anthony Fokker, met Ton Kuyl als Fokker en Coen Flink in een van zijn eerste rollen. De film beleefde zijn première in Fokkers geboorteplaats Haarlem, en zou bij succes ook uitgebracht worden in Duitsland. De film werd in Haarlem echter slecht bezocht en kreeg slechte recensies, waarna de distributeur de film uit roulatie nam en afzag van landelijke distributie.

## Plot
De film behandelt de eerste jaren van Anthony Fokker als vliegtuigbouwer. In het begin loopt dan ook niet alles op rolletjes, en er gebeuren zelfs ongelukken. Maar deze eerste Nederlandse vliegpionier geeft niet op, en bewijst dit met het succesvolle project De Spin, een vliegtuig dat hij zelf bestuurt. hiermee bewijst hij zich niet alleen als vakkundig ontwerper en bouwer, maar is hij tevens een begenadigd bestuurder.

## Rolverdeling
| Acteur          | Personage      |
| --------------- | -------------- |
| Ton Kuyl        | Anthony Fokker |
| Mimi Boesnach   | Moeder Fokker  |
| Cruys Voorbergh |                |
| Guus Oster      |                |
| Bob de Lange    |                |
| Coen Flink      |                |
| Bernard Droog   |                |
| Paul Huf        |                |
| Lies Franken    |                |

1896-1909 · 1910-19 · 1920-29 · 1930-39 · 1940-49 · 1950-59 · 1960-69 · 1970-79 · 1980-89 · 1990-99 · 2000-09 · 2010-19
· 2020-29